# 祝福

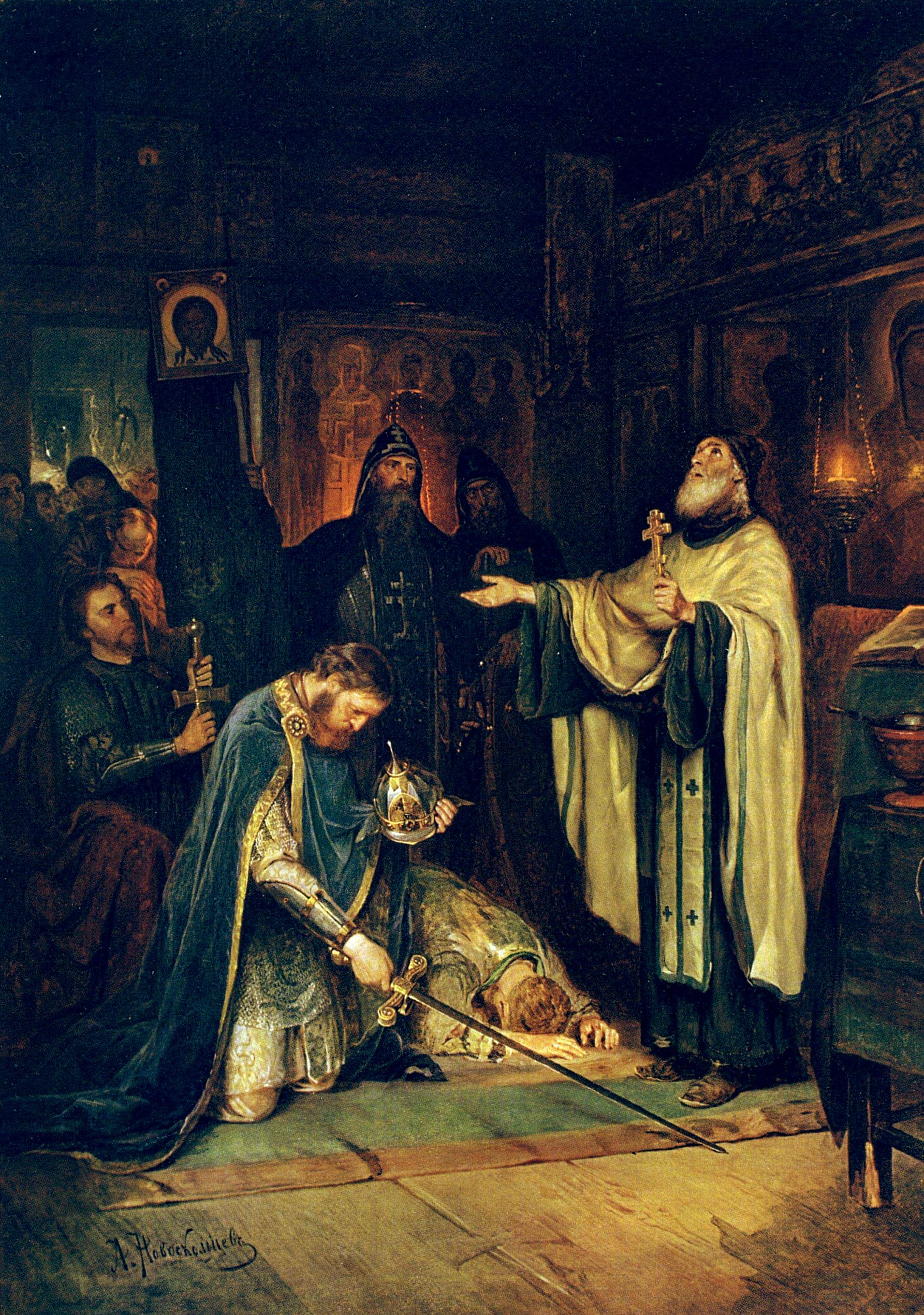
迪米特里·伊万诺维奇受祝福，亚历山大·尼古拉诺维奇·诺沃斯科索夫1919年作

在宗教意义上，祝福（或保佑）指某人或某物为神圣、圣灵或神所洗礼、祝圣，充盈以：
- 神圣
- 救赎
- 圣意

因此，祝福是在宗教意义上对个人或物品的神圣庇护，而赐予恩典的就是上帝。祝福源于向神灵奉献的行为，而从上帝那里寻求祝福的行为导致了祈祷；所以“祝福”一词又用于教堂圣礼上的祝福行为。“被祝福”在印欧语系中表示被祝福的状态，或者是指某一为神灵祝福之人；《马可福音》第14章第61节称圣父为有福者。而“祝贺”意义上的“祝福”只用于个人之间主观上的期望。

## 词源和日耳曼泛灵论中的联系
在汉语研究的角度上，中国古人观念中的“福”是一种以酒祭祀的活动,其本义就是求福（幸福），后引申出“祭祀用的酒肉”，“求神保佑、造福“的意思。《国语.晋语二》中，“福”的意义为祭祀后剩余的酒肉，而非《汉语大字典》、《辞源》所注释的“福,胙肉也。” 在这个意义上“祝福”的意义是“保佑”
现代英语中的“保佑“一词起源于1225年的英语词语blessen，是古英语blǣdsian的变形。这一词语有时也用作blēdsian (公元830年)，blētsian（公元725年），到blesian（公元1000年）；这些词虽形式不同，但都起源于古盎格鲁萨克斯人（泛灵论）的神圣献祭，有时表示“用血做标记”。因此该词与blōd（血）有联系之处。一个叫Blót的斯堪的纳维亚日耳曼族（泛灵论）仪式指的就是这种原始信仰的宗教仪式。
现代英语中，祝福Blessing的这一词也可能受到在基督化过程中，翻译圣经译著为古英语时，拉丁语benedīcere“称赞”、“赞赏”这一词语的影响而带有这一含义。

## 亚伯拉罕诸教

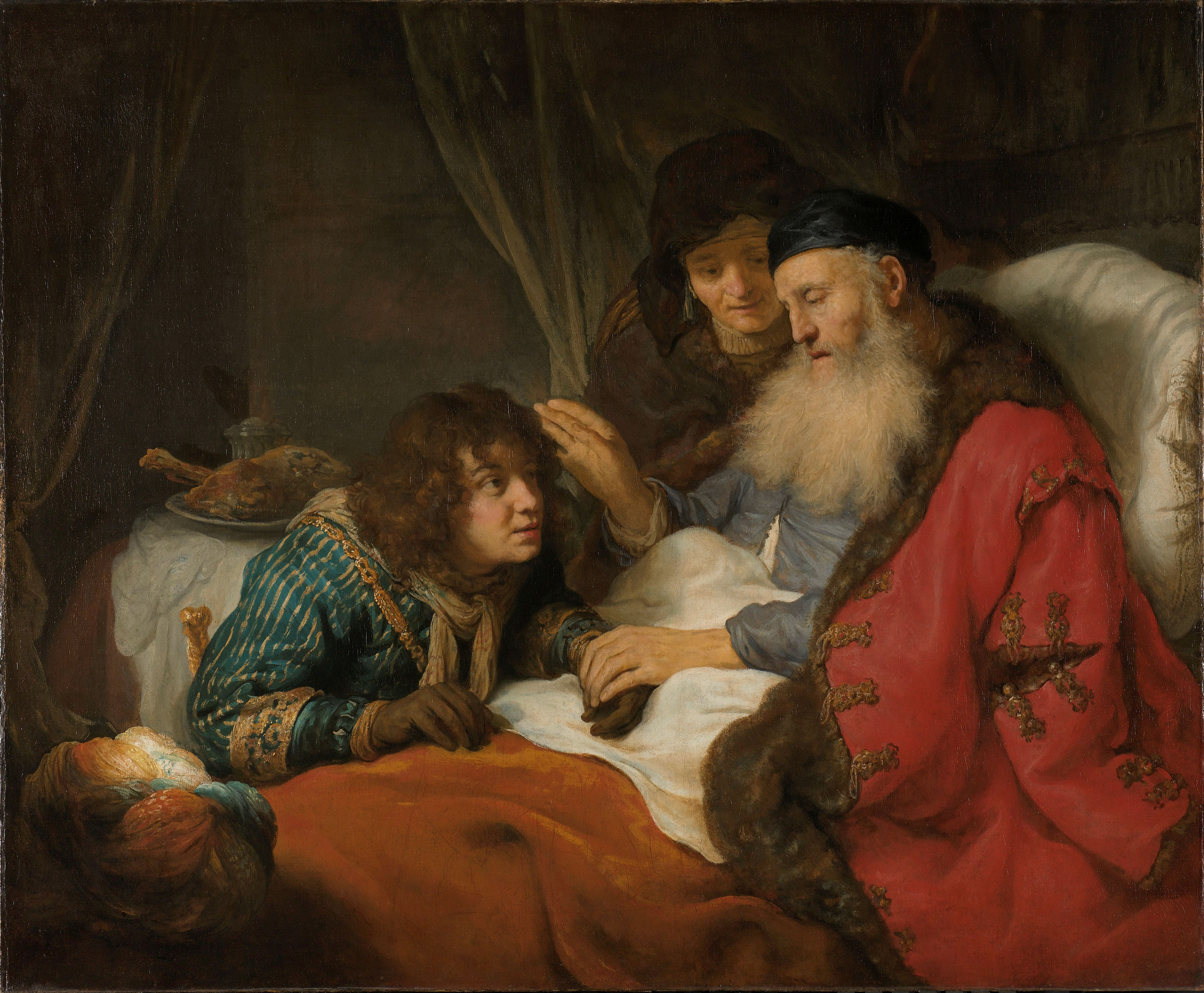
以撒祝福雅各,加弗特·弗林克作(现藏于阿姆斯特丹国家博物馆)

### 犹太教

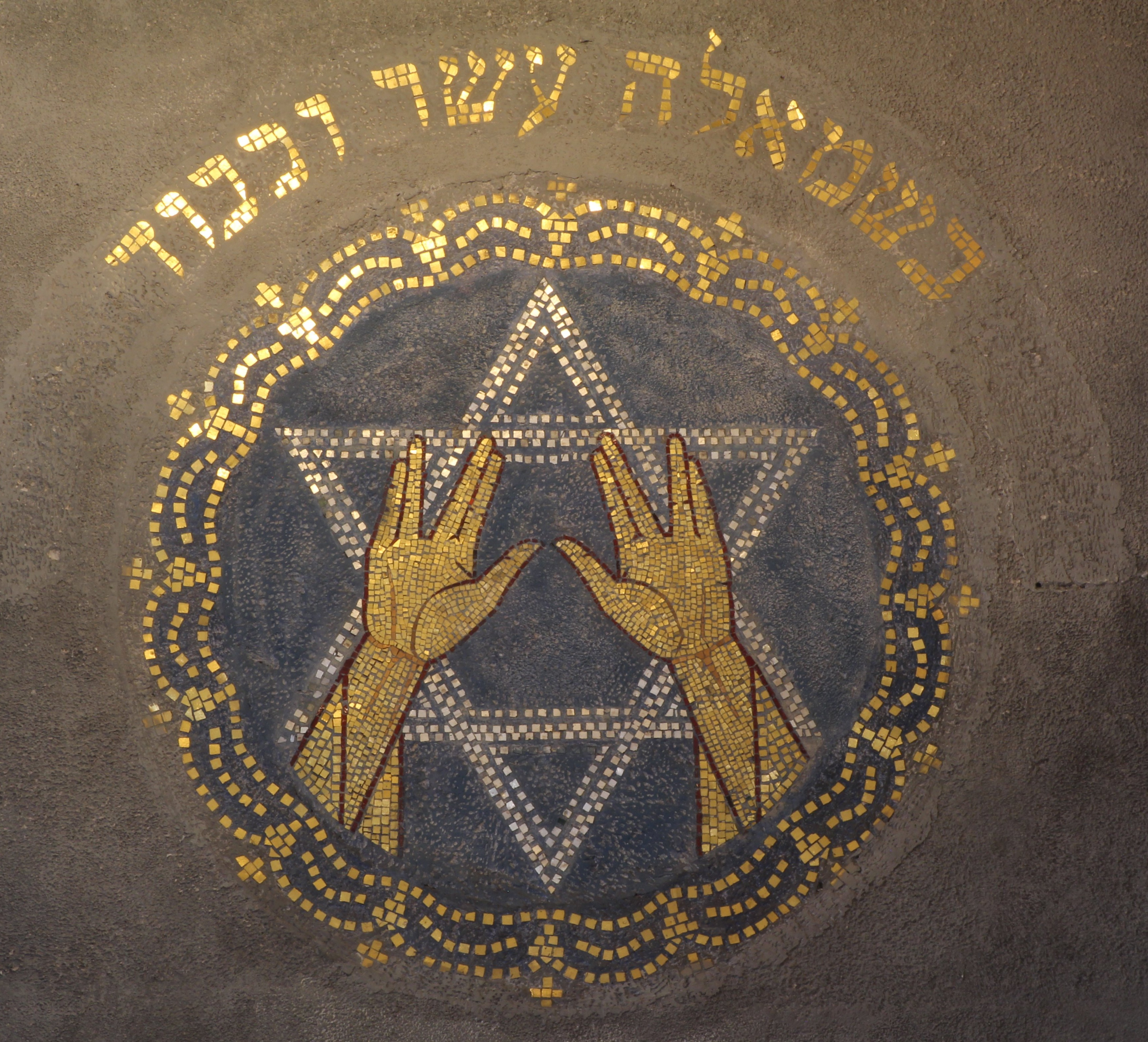
一位犹太祭司在祝福（ברכת כהנים）时把他的手和手指放置的位置--荷兰一座犹太教堂内的镶嵌画上（“左手荣耀富裕”）

在广义犹太教中，祝福（伯拉卡）是在祈祷、婚礼或在其它仪式上的一特定时刻朗诵出来的，一般在分享食物前后。祝福的目的是为了致意上帝乃是所有祝福的源泉。一个广义犹太教的伯拉卡常常以“祢是有福的啊，我们的主--上帝，宇宙的君主...“作开头。广义犹太教教导信徒：食物是一件来自伟大给予者--上帝--的礼物，而如果一个人想要合法（犹太律法）地分享他的食物，就应该在饭前对上帝用合适祝福的伯拉卡来表达他的感激，而《妥拉》中则要求在饭后朗诵祝福的伯拉卡。犹太律法并没有指定某一阶层来朗诵这一祝福；但是律法中强调了对特定场合的特点祝福，因此例如从中世纪开始，犹太妇女会在点燃两支安息蜡烛后朗诵这祝福。

### 基督教
基督的祝福和诅咒在新约中有记载，比如说《路加福音》第6章第20-26节的八福（这里是四福和四诅）。在罗马天主教，东正教,圣公会,路德宗和其他一些基督教分支里，正式的祝福是由教堂主教，牧师或辅祭进行的；一些非常特定的仪式会在主教祝福和教宗祝福上进行。天主教、东正教、圣公会和路德宗祝福都是在有一场礼拜仪式进行的前提下进行的，也就是说脱离这一前提，正式的祝福是不可随意给予的。在祝福时，牧师会在将要被祝福的人或物上作出十字；祝福还会在礼拜和主日崇拜时，有牧师在仪式开始前进行，然后在仪式结束一般会再次进行。

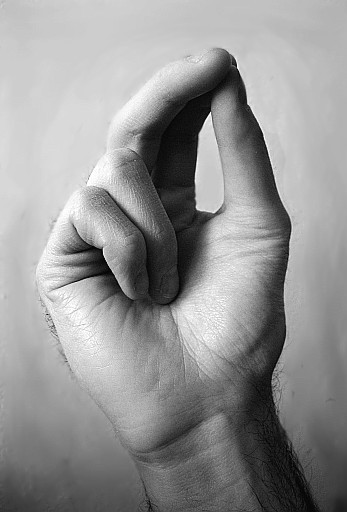
十字圣号的手势

在东正教礼拜仪式中，人、物皆可在圣礼上受祝福。一位牧师或主教一般会用他的手，或者一个祝福用的十字架、蜡烛、圣象、圣餐杯或福音书来给予祝福，随后一定会划十字。在用手祝福时，牧师会用右手比划出希腊字母IC XC“耶稣基督”；主教在圣礼中也会这样做，但会用双手，有时还会左手手握司教杖，比划出十字符号。有时主教还会用二光烛和三光烛的特殊烛台来作祝福。在为物品祝福时，东正教主教或牧师会按照礼拜规则使用香和圣水来祝福。除此之外，当基督教会正式地允许某一事得以进行之时，这也被称为“祝福”。一个祝福可以为牧师和主教所给予，也可以由告解者给予。当东正教平信徒被给予祝福时，他/她会用右手手指作出十字圣号的手势，然后在将要被祝福的人身上划出十字予以祝福。

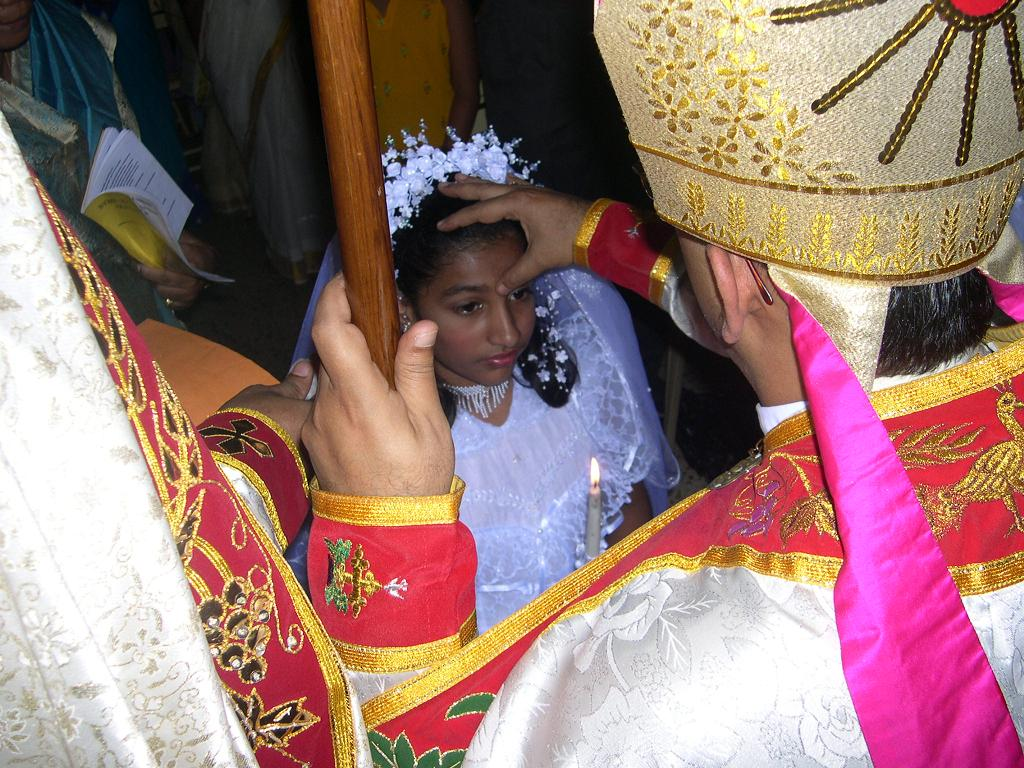
天主教仪式中的第一次共融

在圣礼上祝祷时，罗马天主教牧师将祝福会众，而祝福所用物品是圣礼中的圣体光。在梵蒂冈发布的会众钦崇和圣礼规则名列的礼拜仪式之步骤和指导原则上，如果一个罗马天主教平信徒或没有任何圣职的会众，要领主日崇拜时（而不是弥撒时--弥撒需要一位牧师）：比方说，圣餐，读玫瑰经，或者是领时辰礼仪时，他/她就不需要行牧师在圣礼时行的礼，或是像一位主教、牧师、辅祭那样在仪式结束时给予他人祝福；天主教徒会使用另一种形式的祝福。
在路德宗各教会中，牧师会常常为一些个人常用的物品给予祝福，比如说十字架项链。此外，路德宗牧师还会祝福会众的屋子。
在循道宗传统下，牧师会为会众们在讲道结束时予以祝福，也就是循道宗的祝祷。循道宗信徒还有一个专门负责为会众屋子祝福的机构
在摩门教中，只有马尔奇伊迭克祭司的成员才有资格获取祝福。

### 伊斯兰教
伊斯兰教中的祝福，在大多数伊斯兰学者看来，是安拉给予人类的考验，有双重含义。他们认为被给予祝福而常常害怕走上歪路是虔诚的，而做坏事不受惩罚却不害怕是不虔诚的。如果虔诚，祝福可以是死后灵魂升华的源泉；如不虔诚，祝福也可以成为死后灵魂受罚的源泉。伊斯兰教中没有专门的祭司种姓，所以没有祝福是指定给某一类人的。常用的“萨拉拉乎阿莱希塞拉姆（صلى الله عليه و سلم，愿安拉祝福及赐他平安）”是在穆斯林提到穆罕默德时用的句子。

## 印度宗教

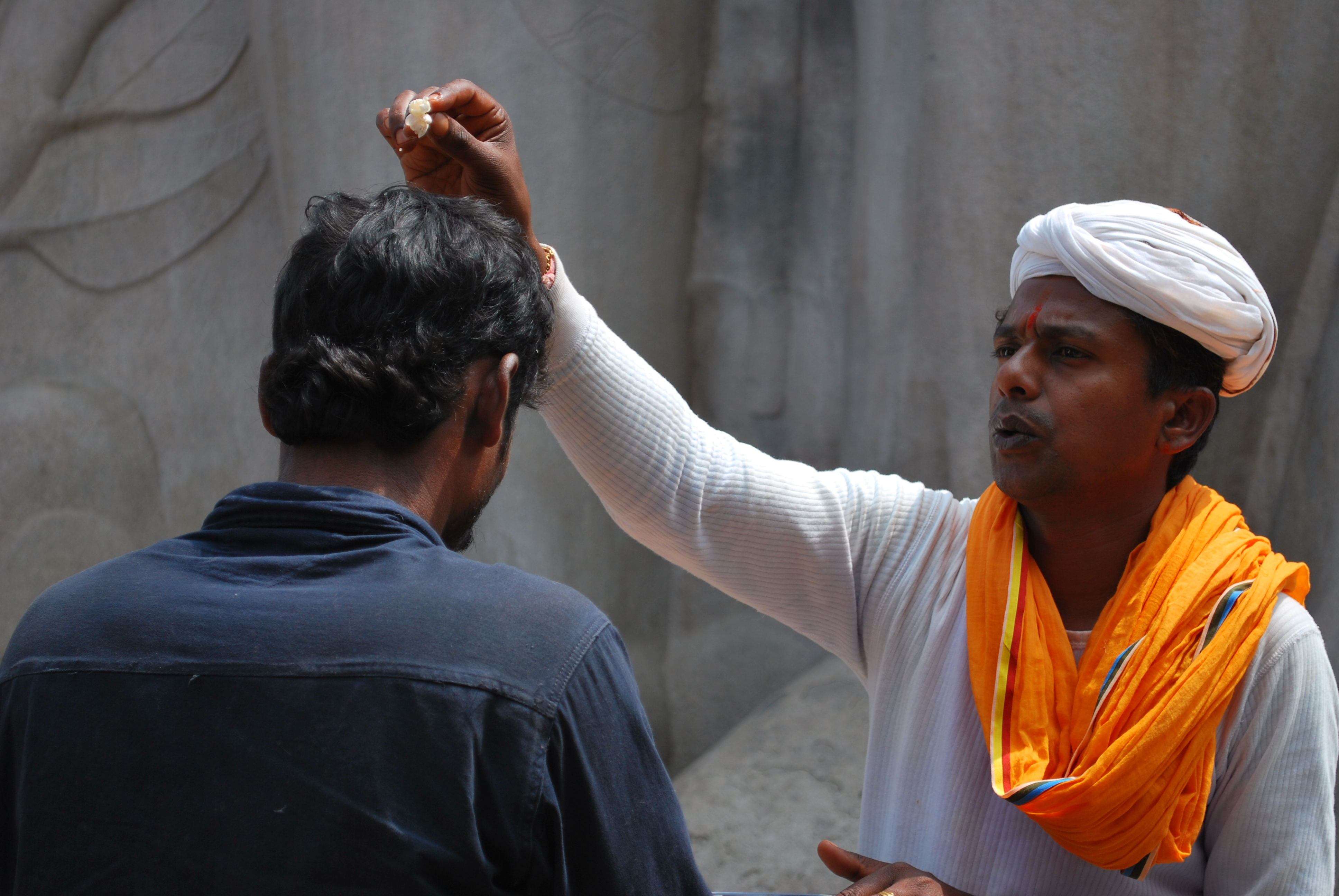
印度教祭司给予祝福。

在印度诸教（又称达摩诸教）中，印度教及其分支佛教、耆那教、锡克教都在达摩和因果（卡玛）的概念基础上，有着受持、那摩斯戴（日常问候）、手印、见地等概念。